# Carlia rubrigularis
Carlia rubrigularis (райдужний сцинк червоногорлий) — вид сцинкоподібних ящірок родини сцинкових (Scincidae). Ендемік Австралії.

## Поширення і екологія
Carlia rubrigularis мешкають на північному сході штату Квінсленд, від Таунсвілля до Куктауна. Вони живуть на узліссях вологих і сухих тропічних лісів і рідколісь, на галявинах і берегах струмків. Зустрічаються на висоті до 1200 м над рівнем моря.